# ایسلندی‌ها
ایسلندی‌ها (ایسلندی: Íslendingar) مردمانی از نژاد ژرمن در اروپا هستند که در کشور ایسلند زندگی می‌کنند. زبان این مردم زبان ایسلندی است. اکثر ایسلندی‌ها در کشور ایسلند زندگی می‌کنند اما اقلیت‌هایی از آنها در آمریکا، کانادا، نروژ، دانمارک و استرالیا نیز وجود دارند. حدود ۴۵۰/۰۰۰ نفر ایسلندی در دنیا زندگی می‌کنند.

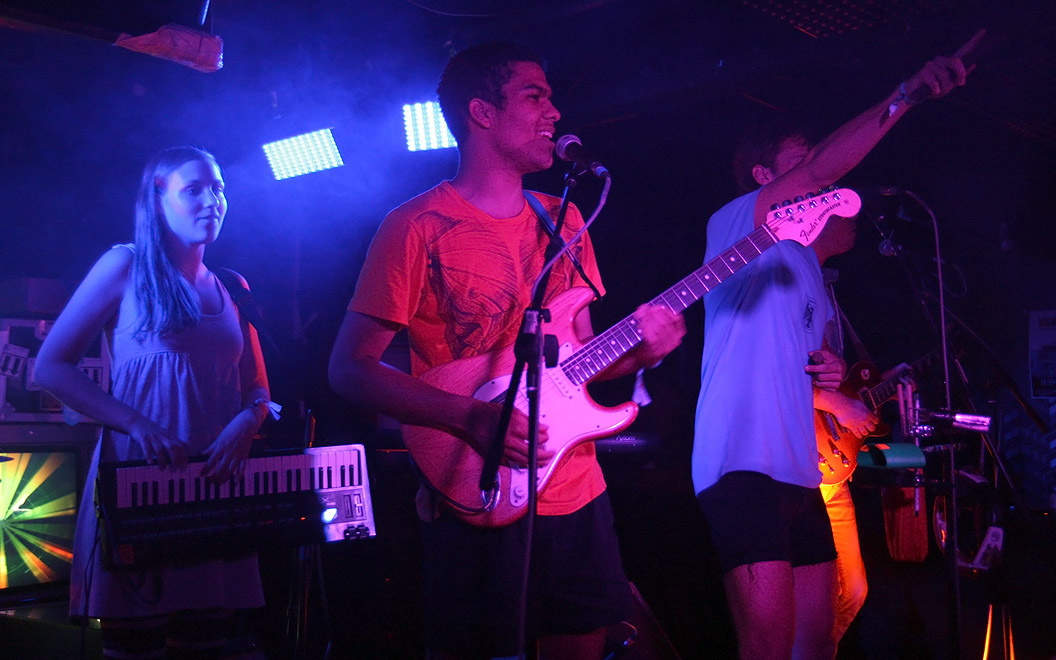
یک خواننده برجسته ایسلندی